# Claude Juin
Claude Juin, né en 1935, est un écrivain et essayiste français.

## Biographie
Il a été directeur des ressources humaines, notamment dans le groupe Groupe Rougier et au sein de l'Agence nationale pour l'emploi, jusqu'en 1984, puis, de 1984 à 1993, directeur régional de la formation professionnelle.
Maire de Bessines (Deux-Sèvres) de 1983 à 1995, il est aussi élu conseiller général (PS) du canton de Frontenay-Rohan-Rohan en 1988 (non réélu en 1994).
Appelé du contingent en Algérie en 1957-1958, il raconta sa guerre dans Le Gâchis (publié en 1960 sous le pseudonyme de Jacques Tissier), qui sera frappé par une mesure d'interdiction.
En mars 2011, il soutient à l'EHESS une thèse de doctorat en sociologie : « Guerre d'Algérie : la mémoire enfouie des soldats du contingent » de laquelle il tire un livre : Des soldats tortionnaires. Guerre d'Algérie : des jeunes gens ordinaires confrontés à l'intolérable. Il y reproduit notamment des témoignages de « soldats d'alors, encore capables aujourd'hui de parler de leur histoire et d'en faire une analyse, ce qui n'est pas facile du tout ». Claude Juin compare ainsi les appelés à « des outils au service d'une guerre coloniale ». Pour ce qui le concerne; il avance qu'il « n'a jamais torturé, et on ne [le lui] a jamais demandé ».

## Œuvres
- Le Gâchis, publié sous le pseudonyme de Jacques Tissier. Paris, Les Éditeurs français réunis, 1960, 139 p.
- Daniel Mayer (1906-1996) : l'homme qui aurait pu tout changer. Préface d'Henri Leclerc. Paris, Romillat, 1998, 383 p.  (ISBN 2-87894-051-2)
- Liberté… justice… : le combat de Daniel Mayer. Préface de Vercors. Paris, Anthropos, 1983, 434 p.  (ISBN 2-7157-1059-3).
- Des soldats tortionnaires. Guerre d'Algérie : des jeunes gens ordinaires confrontés à l'intolérable. Paris, Robert Laffont, 2012, 363 p.  (ISBN 2-221-12975-X).
- Un tortionnaire ordinaire ? Rencontre avec un ancien appelé de la guerre d'Algérie (avec Muriel Montagut). Préface de Michel Wieviorka. Vulaines sur Seine, Editions du Croquant, 2018, 126 p.  (ISBN 9782365121880).